# Villa Gargantini
Villa Gargantini è una villa del XVIII secolo sita a Incirano, frazione della città di Paderno Dugnano. La villa, originariamente appartenuta ai conti Archinto i quali ne iniziano la trasformazione in dimora nel 1752, si dispone con una struttura ad L su due piani e con due ali a corpo doppio, sulla principale delle quali si apre un portico a tre arcate.
Un tempo sede della biblioteca comunale di Paderno Dugnano, nel ventunesimo secolo l'edificio ospita la sede amministrativa di Culture Socialità Biblioteche Network Operativo (CSBNO) il quale conta tra i suoi membri ben 34 comuni per un totale di 40 biblioteche connesse tra loro in un network bibliotecario che serve una popolazione di circa 780.000 abitanti.